# Rosario Jaramillo
Rosario Jaramillo es una actriz colombiana, del cine y la televisión de su país en las décadas de 1990 y 2000.

## Carrera
Jaramillo inició su carrera en la televisión en la serie juvenil LP loca pasión, producción que albergó a jóvenes talentos de la actuación como Carlos Vives y Marcela Agudelo. En 1991 interpretó a Imelda Jiménez en La casa de las dos palmas de Manuel Mejía Vallejo y dos años más tarde a Emilia de Collazos en La otra raya del tigre, producción basada en la novela del escritor Pedro Gómez Valderrama. En 1995 regresó a la televisión con Sobrevivir, telenovela dirigida por William González, con guion de Iván Zuluaga. Cuatro años más tarde apareció en el elenco de la película Adiós, María Félix de Luis y Sebastián Ospina.
En la década de 2000 su participación en producciones para televisión se hizo más escasa, abocándose a actuar principalmente en producciones cinematográficas. En 2005 integró el elenco de La gente honrada, película colombofrancesa protagonizada por Marcela Carvajal bajo la dirección de Bob Decout. Ese mismo año actuó en la película El colombian dream de Felipe Aljure y dos años después apareció en las producciones Buscando a Miguel y El amor en los tiempos del cólera. Nochebuena, comedia de 2008 dirigida por Camila Loboguerrero, fue su siguiente aparición en el cine. A partir de entonces su figuración en producciones nacionales ha sido escasa.

## Filmografía

### Cine y televisión
- 2024 - Mi bestia
- 2008 - Nochebuena
- 2007 - El amor en los tiempos del cólera
- 2007 - Buscando a Miguel
- 2005 - El Colombian Dream
- 2005 - La gente honrada
- 1999 - Adiós, María Félix
- 1995 - Sobrevivir (TV)
- 1995 - Bituima 1780
- 1993 - La otra raya del tigre (TV)
- 1992 - Si mañana estoy viva (TV)
- 1991 - La casa de las dos palmas (TV)
- 1989 - LP loca pasión (TV)